# Casale di Scodosia
Casale di Scodosia é uma comuna italiana da região do Vêneto, província de Pádua, com cerca de 4.798 habitantes. Estende-se por uma área de 21 km², tendo uma densidade populacional de 228 hab/km². Faz fronteira com Megliadino San Fidenzio, Megliadino San Vitale, Merlara, Montagnana, Piacenza d'Adige, Urbana.

## Demografia
| Variação demográfica do município entre 1861 e 2011                               |
|                                                                                   |
| Fonte: Istituto Nazionale di Statistica (ISTAT) - Elaboração gráfica da Wikipedia |